# Hans Selander
Hans Selander (Helsingborg, 15 de março de 1945 – 15 de dezembro de 2023) foi um futebolista sueco que atuava como zagueiro.

## Carreira
Selander competiu na Copa do Mundo de 1970, sediada no México, na qual a seleção de seu país terminou na nona colocação dentre os 16 participantes.

## Morte
Selander morreu no dia 15 de dezembro de 2023, aos 78 anos.